# Серезин, Майкл
Майкл Стивен Серезин (англ. Michael Stephen Seresin; род. 17 июля 1942, Веллингтон, Новая Зеландия) — новозеландский кинооператор и кинорежиссёр. Известен по сотрудничеству с британским режиссёром Аланом Паркером.

## Биография
Родился 17 июля 1942 года в городе Веллингтон, Новая Зеландия. Карьеру кинооператора начинал в 1969 году со съёмок документальных короткометражек. Дебютным полнометражным фильмом для Серезина стал фильм 1972 года «Дочь Рагмена» режиссёра Харолда Беккера. В 2000 году был номинирован на премию BAFTA за операторскую работу в фильме «Прах Анджелы».
Член Британского общества кинооператоров. В январе 2009 года Майкл Серезин стал офицером Ордена Заслуг Новой Зеландии.
Помимо работы в кино известен как основатель винодельни Seresin Estate, которую он открыл в 1992 году в городе Бленем, Новая Зеландия.

## Фильмография

### Оператор
- 1976 — Багси Мэлоун / Bugsy Malone (реж. Алан Паркер)
- 1978 — Полуночный экспресс / Midnight Express (реж. Алан Паркер)
- 1980 — Лисы / Foxes (реж. Эдриан Лайн)
- 1980 — Слава / Fame (реж. Алан Паркер)
- 1984 — Птаха / Birdy (реж. Алан Паркер)
- 1987 — Сердце Ангела / Angel Heart (реж. Алан Паркер)
- 1996 — Мэрия / City Hall (реж. Харолд Беккер)
- 1998 — Меркурий в опасности / Mercury Rising (реж. Харолд Беккер)
- 1999 — Прах Анджелы / Angela’s Ashes (реж. Алан Паркер)
- 2001 — Скрытая угроза / Domestic Disturbance (реж. Харолд Беккер)
- 2003 — Жизнь Дэвида Гейла / The Life of David Gale (реж. Алан Паркер)
- 2004 — Гарри Поттер и узник Азкабана / Harry Potter and the Prisoner of Azkaban (реж. Альфонсо Куарон)
- 2006 — Шаг вперёд / Step Up (реж. Энн Флетчер)
- 2010 — Всё самое лучшее / All Good Things (реж. Эндрю Джареки)
- 2014 — Планета обезьян: Революция / Dawn of the Planet of the Apes (реж. Мэтт Ривз)
- 2017 — Планета обезьян: Война / War for the Planet of the Apes (реж. Мэтт Ривз)
- 2018 — Маугли / Mowgli (реж. Энди Серкис)
- 2021 — Пороховой коктейль / Gunpowder Milkshake (реж. Навот Папушадо)

### Режиссёр
- 1988 — Простак / Homeboy